# ماريان أوليس
ماريان أوليش (بالإنجليزية: Marian Oleś)‏ (8 ديسمبر 1934 – 24 مايو 2005) رجل دين بولندي في الكنيسة الكاثوليكية عمل في السلك الدبلوماسي لـالكرسي الرسولي.

## السيرة الذاتية
وُلد ماريان أوليش في 8 ديسمبر 1934 في جمنيا ميستكوفو، بولندا. عندما كان صبيًا، نُفي من بولندا مع عائلته على يد السوفييت، وعاشوا في سيبيريا وفارس والهند، وتلقى تعليمه المبكر في الهند وإنجلترا.
سيم كاهنًا في 9 يوليو 1961.
انضم إلى السلك الدبلوماسي للكرسي الرسولي، وكانت أول مهامه في الإكوادور وإندونيسيا وإيران والبرتغال. ثم أمضى عشر سنوات في روما يعمل في مجمع الأساقفة.
في 28 نوفمبر 1987، عيّنه البابا يوحنا بولس الثاني رئيس أساقفة فخري لـراتياريا والممثل البابوي الرسولي في العراق والكويت. تلقى رسامته الأسقفية من يوحنا بولس في 6 يناير 1988.
تزامنت فترة عمله في بغداد، العراق، مع الأشهر الأخيرة من حرب إيران–العراق، وبعد فترة وجيزة من السلام، مع حرب الخليج الثانية.
في 9 أبريل 1994، عيّنه يوحنا بولس سفيرًا بابويًا لدى كازاخستان وقرغيزستان وأوزبكستان. كما أصبح في 28 ديسمبر 1996 سفيرًا بابويًا لدى طاجيكستان.
كان يعتقد أن شعوب آسيا الوسطى مرتبطة بالجماعات الدينية بحكم التقاليد أكثر من الالتزام، وقال في مقابلة: «لا أحب استخدام مصطلحات مثل "المسيحيين" أو "الأرثوذكس" أو "المسلمين". أفضل أن أتحدث عن أشخاص ينحدرون من تقليد مسيحي أو تقليد مسلم، لأنني أعتقد أن معظم الناس في آسيا الوسطى لم يقرروا بعد إلى أي دين يريدون الانتماء». وحدد اللغة كعائق رئيسي أمام التبشير قائلاً: «باستثناءات قليلة، لا يتقن أي من الكهنة أيًّا من اللغات المحلية. بعضهم يتحدث الروسية جيدًا، لكن يكاد لا أحد منهم يتحدث لغات كازاخستان أو قرغيزستان أو طاجيكستان أو أوزبكستان أو تركمانستان. وهذه مشكلة—ومشكلة كبيرة».
زار البابا يوحنا بولس كازاخستان بينما كان أوليش سفيرًا بابويًا هناك.
في 11 ديسمبر 2001، عيّنه يوحنا بولس سفيرًا بابويًا لدى مقدونيا الشمالية وسلوفينيا.
أنهى أوليش خدمته كسفير بابوي في مايو 2002 عند تعيين جوزيبي ليانزا خلفًا له في مقدونيا وسلوفينيا.
بعد ثلاث سنوات، توفي رئيس الأساقفة ماريان أوليش بشكل مفاجئ في 24 مايو 2005 في وارسو عن عمر ناهز 70 عامًا، بعد 44 عامًا من الكهنوت و18 عامًا كأسقف. دُفن في مقبرة بوفونزكي في وارسو.

## وصلات خارجية
- Catholic Hierarchy: Archbishop Marian Oles [منشور ذاتيًا]